# Myrmica tschekanovskii
Myrmica tschekanovskii (лат.) — вид мелких муравьёв рода Myrmica (подсемейство мирмицины) длиной около 4—5 мм.

## Распространение
Россия, Сибирь.

## Систематика
Вид M. tschekanovskii принадлежит к группе видов Myrmica arnoldii group (ранее подрод Dodecamyrmica sensu K. Arnoldi, 1968) и был описан по старым коллекционным материалам 1873 года из Красноярского края (Нижняя Тунгуска, 64°40' с.ш.), собранным во время экспедиции русского геолога Александра Чекановского (1833—1876), который исследовал верхнее течение р. Оленек и долину р. Лена от Якутска до низовьев. Самцы этого вида отличаются от M. arnoldii Dlussky длиной скапуса усиков (их индекс SI равен 1.40, в то время как SI у M. arnoldii равен 2.55—2.62).